# Bull Shoals
Bull Shoals è una città statunitense situata nello Stato dell'Arkansas, nella Contea di Marion.